# Willy Schulte-Vogelheim
Willy Schulte-Vogelheim (* 4. Juli 1911 in Essen; † 2003) war ein deutscher Tänzer und Choreograph bei Bühne und Film.

## Leben und Wirken
Der Sohn des Brennereibesitzers Ing. Alfred Schulte-Vogelheim erhielt seine Tanzausbildung bei Kurt Jooss und tanzte in der Folgezeit, beginnend in der Spielzeit 1933/34 am Krefelder Stadttheater, an mehreren deutschen Bühnen. Von den Städtischen Bühnen Düsseldorfs kommend, wo er bis 1938 verpflichtet war, ging Willy Schulte-Vogelheim in die Reichshauptstadt. Die gesamten Kriegsjahre, von 1939 bis 1945, war Schulte-Vogelheim Solotänzer an der Deutschen Oper Berlin und überdies Leiter des reichseigenen Filmballetts. 
In dieser Funktion wurde er häufig für Filmchoreografien verpflichtet und trat, zumeist mit tänzerischen Einlagen, gelegentlich auch selbst vor die Kamera, zumeist als Partner der tanzerprobten ungarischen Schauspielerin Marika Rökk. Nach dem Krieg ließ sich der Ballettmeister in München nieder, ohne noch einmal am Theater ein Festengagement anzutreten. Willy Schulte-Vogelheim blieb noch bis Mitte der 1950er Jahre dem Film verbunden, dann konzentrierte er sich auf ausbildende Tätigkeiten.

## Filmografie
- 1941: Stukas (Auftritt)
- 1941: Tanz mit dem Kaiser (Tanzauftritt)
- 1943: Liebesgeschichten (Choreografie)
- 1944: Die Frau meiner Träume (Tanzauftritt)
- 1950: Küssen ist keine Sünd (Choreografie)
- 1952: Die Försterchristel (Choreografie)
- 1952: Cuba Cabana (Choreografie)
- 1953: Maske in Blau (Choreografie)
- 1954: Ball der Nationen (Choreografie)
- 1954: Die spanische Fliege (Choreografie)
- 1955: Der Kongreß tanzt (Choreografie)